# Сімутін Ігор Ігорович
І́гор І́горович Сіму́тін (21 серпня 1976, м. Київ) — український військовослужбовець, майор.Кавалер ордена «За мужність» II та III ступенів. Учасник Революції гідності та волонтер.

## Життєпис
Народився 21 серпня 1976 року в місті Київ.
Після 9 класу вчився на автослюсаря в училищі і закінчив його з відзнакою. Згодом продовжив навчання у Національному транспортному університеті, активно займався туризмом та альпінізмом.
У 2004 році як представник Українського Червоного Хреста був учасником Помаранчевої революції. Працював з 1997 року в автомобільній корпорації. У 2013—2014 роках медиком був учасником Революції гідності. Згодом його навички стали в пригоді на сході України, коли почалася АТО, зокрема інструктором з тактичної медицини Першого добровольчого мобільного шпиталю імені Миколи Пирогова та організатора й виконавця ремонту військового транспорту.
З 2016 року почав служити в Збройних Силах України на посаді керівника створеного ним підрозділу з ремонту військової техніки, у більшою мірою американських HMMWV (Хамві) та інших машин, побудованих на їх основі. Підрозділ Сімутіна відремонтував сотні машин, в тому числі під час виїздів у райони проведення бойових дій.
У 2019 році звільнився з лав ЗСУ, але й далі допомагав відновлювати військову техніку вже як волонтер.
У лютому 2022 року, з початком повномасштабного вторгнення російський військ в Україну, Ігор Сімутін вступив до батальйону Територіальної оборони Києва та брав участь у обороні Києва та Харківщини як оператор ПТРК «Стугна». Весною 2022 року разом зі старшим сержантом Анатолієм Лучканем знищили зі «Стугни» чотири одиниці російської бронетехніки.
Влітку 2022 року повернувся до створеної ним ремонтної бригади у складі Сил логістики ЗСУ.

## Нагороди
- Орден «За мужність» II ступеня (4 серпня 2022) — за особисту мужність і самовіддані дії, виявлені у захисті державного суверенітету та територіальної цілісності України, вірність військовій присязі[3]
- Орден «За мужність» III ступеня (17 лютого 2017) — за громадянську мужність, самовіддане відстоювання конституційних засад демократії, прав і свобод людини, виявлені під час Революції Гідності, активну громадську та волонтерську діяльність[4]
- Хрест Івана Мазепи (3 грудня 2021) — за вагомий особистий внесок у розвиток волонтерського руху, активну благодійну і гуманістичну діяльність[5]
- Медаль «За врятоване життя» (25 червня 2016) — за значний особистий внесок у державне будівництво, соціально-економічний, науково-технічний, культурно-освітній розвиток України, вагомі трудові здобутки та високий професіоналізм[6]
- Відзнака Президента України «За гуманітарну участь в антитерористичній операції»;
- Відзнака Міністерства оборони України — медаль «За сприяння Збройним Силам України».